# 栗林忠道
栗林 忠道（くりばやし ただみち、1891年〈明治24年〉7月7日 - 1945年〈昭和20年〉3月26日）は、日本の陸軍軍人。最終階級は陸軍大将。位階勲等は従四位勲一等（旭日大綬章）。陸士26期・陸大35期。長野県埴科郡西条村（現：長野市松代町）出身。
第二次世界大戦（太平洋戦争/大東亜戦争）末期の硫黄島の戦いにおける、日本軍守備隊の最高指揮官（小笠原兵団長。小笠原方面陸海軍最高指揮官）であり、その戦闘指揮によって敵であったアメリカ軍から｢アメリカ人が戦争で直面した最も手ごわい敵の一人であった」と評された。

## 経歴

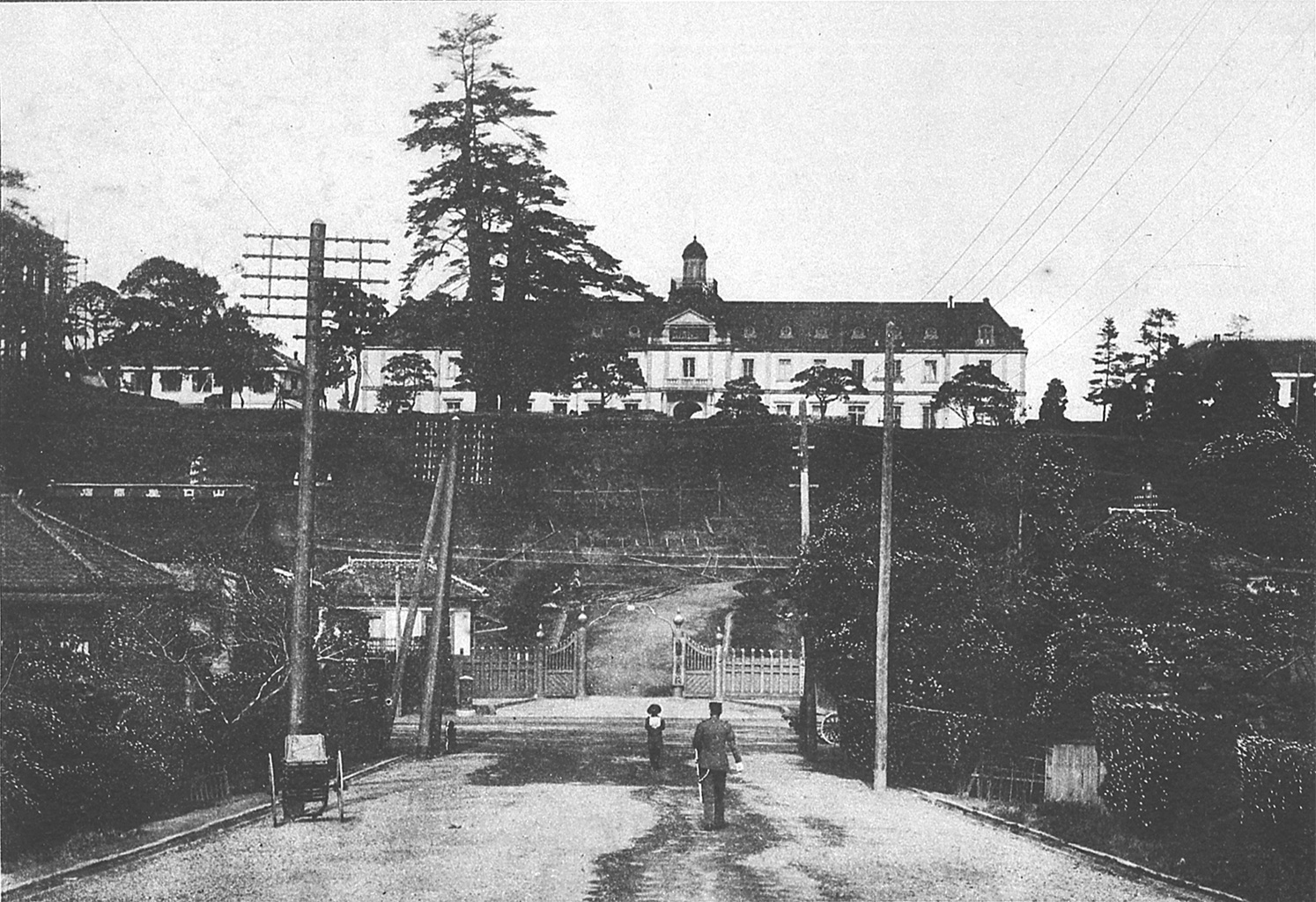
陸軍士官学校（1907年）

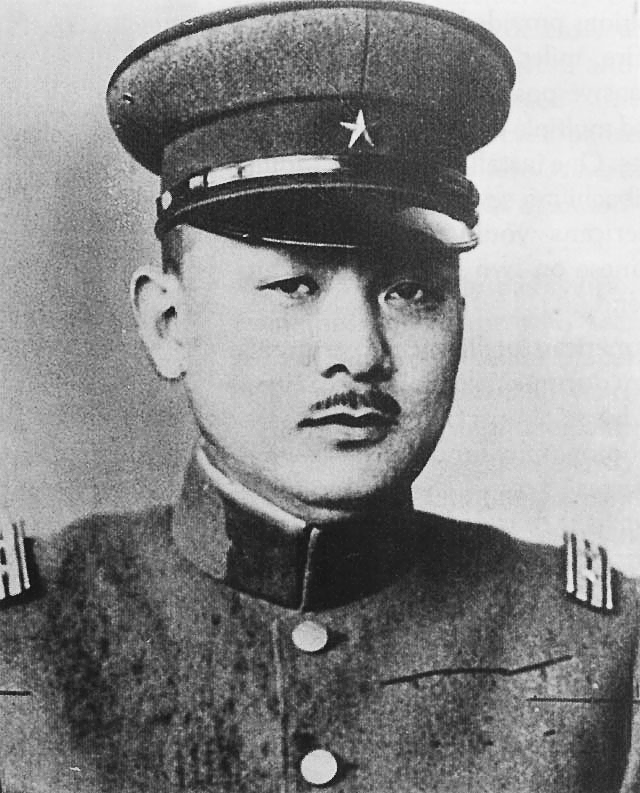
栗林忠道の肖像画

戦国時代以来の旧松代藩郷士の家に生まれる。1911年（明治44年）、長野県立長野中学校を卒業（第11期）。在学中は文才に秀で、校友誌には美文が残されている。当初ジャーナリストを志し東亜同文書院を受験し合格していたが、恩師の薦めもあり1912年（大正元年）12月1日に陸軍士官学校へ入校。陸軍将校の主流である陸軍幼年学校出身（陸幼組）ではなく、中学校出身（中学組）であった。長野中学の4期後輩に今井武夫陸軍少将がいる。陸士同期に、のちの硫黄島の戦いで混成第二旅団長に指名して呼び寄せた“歩兵戦の神”の異名をもつ千田貞季や、田中隆吉、影佐禎昭がおり、とくにノモンハン事件では、戦車第3連隊長吉丸清武、第23師団参謀長大内孜、第23師団捜索隊長東八百蔵の3人の同期が戦死しており、栗林が同期を代表して新聞紙面上で追悼のことばを送っている。
1914年（大正3年）5月28日、陸士卒業（第26期、兵科：騎兵、席次：742名中125番）、騎兵第15連隊附となり、同年12月25日に陸軍騎兵少尉任官。1917年（大正6年）10月から1918年（大正7年）7月まで陸軍騎兵学校乙種学生となり、馬術を専修。馬術の技術は高く、気性が荒く陸軍騎兵学校の誰もが敬遠していた馬を何度も落馬しながらも乗り続け、最後には乗りこなしていたという逸話が残っている。
1918年（大正7年）7月に陸軍騎兵中尉。1920年（大正9年）12月7日、陸軍大学校へ入校。1923年（大正12年）8月、陸軍騎兵大尉。同年11月29日に陸大を卒業（第35期）、成績優等（次席）により恩賜の軍刀を拝受。同年12月、栗林義井（よしゐ）と結婚。太郎・洋子・たか子の一男二女を儲ける。孫に衆議院議員の新藤義孝がいる（たか子の子）。

### 北米駐在・騎兵畑
騎兵第15連隊中隊長、騎兵監部員を経て1927年（昭和2年）、アメリカに駐在武官（在米大使館附）として駐在、帰国後の1930年（昭和5年）3月に陸軍騎兵少佐に進級、4月には陸軍省軍務局課員。1931年（昭和6年）8月、再度北米のカナダに駐在武官（在加公使館附）として駐在した。栗林は2年間に渡ってアメリカ各地を回ってアメリカ軍の軍人だけではなく一般市民とも親交を深めた。栗林のアメリカ人評は「朗らかで気さくな人が多い」であり、アメリカ人との交流について、妻よしゐやまだ字が読めない長男太郎宛に、イラストや漫画を描き込んだユーモアにあふれる多くの手紙を送っている。 フォート・ビリスでは騎兵訓練を受けているが、そのときの教官であったジョージ・ヴァン・ホーン・モーズリー准将からは、「尊敬する栗林へ、貴官との愉快な交際を忘れません」と書かれた記念写真を受け取っている。栗林はフランス・ドイツ志向の多い当時の陸軍内では少数派であった「知米派」で、国際事情にも明るくのちの対米開戦にも批判的であり、妻のよしゐに「アメリカは世界の大国だ。日本はなるべくこの国との戦いは避けるべきだ。その工業力は偉大で、国民は勤勉である。アメリカの戦力を決して過小評価してはならない」と話したこともあった。
1933年（昭和8年）8月、陸軍騎兵中佐、同年12月30日に陸軍省軍務局馬政課高級課員となりさらに1936年（昭和11年）8月1日には騎兵第7連隊長に就任する。1937年（昭和12年）8月2日、陸軍騎兵大佐に進級し陸軍省兵務局馬政課長。馬政課長当時の1938年（昭和13年）には軍歌『愛馬進軍歌』の選定に携わっている。1940年（昭和15年）3月9日、陸軍少将に進級し騎兵第2旅団長、同年12月2日、騎兵第1旅団長に就任。

### 太平洋戦争（大東亜戦争）
太平洋戦争（大東亜戦争）開戦目前の1941年（昭和16年）9月、第23軍参謀長に就任。第23軍は緒戦の南方作戦においてイギリス領香港を攻略することを任務としており、12月8日の開戦後、香港の戦いにおいて18日間でイギリス軍を撃破して香港を制圧した。
1943年（昭和18年）6月、陸軍中将に進級し、第23軍参謀長から留守近衛第2師団長に転じる。1944年（昭和19年）4月、留守近衛第2師団長から東部軍司令部附に転じる。栗林が東部軍司令部附となったのは、厨房から失火を出した責によるとされる。秦郁彦は、厨房から火事を出した程度で留守師団長を更迭されるとは考えにくい、第109師団長に親補する前提での人事であろう、という旨を述べている。

### 硫黄島の戦い

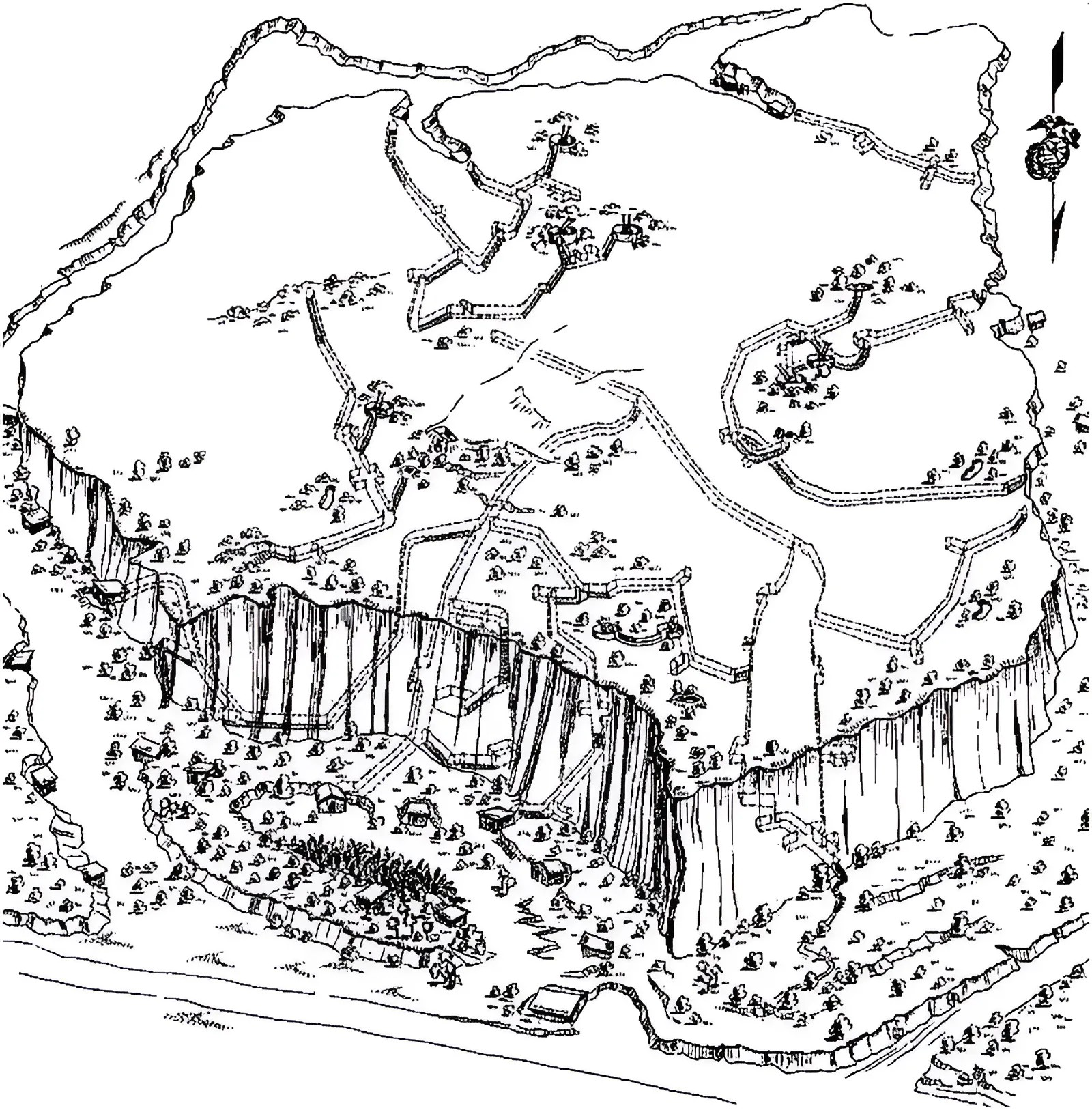
硫黄島のトンネル

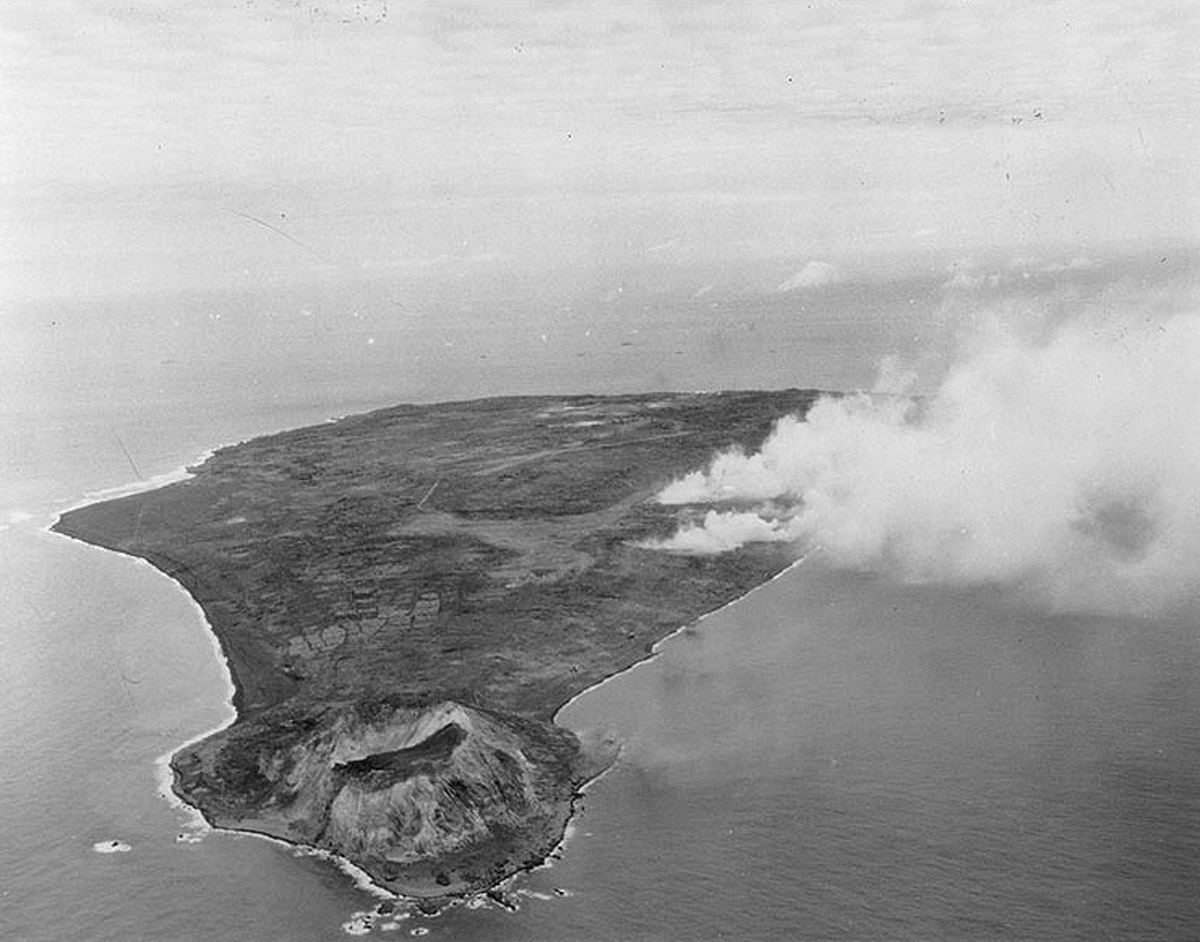
硫黄島での戦闘（1945年2月17日）

1944年（昭和19年）5月27日、小笠原方面の防衛のために新たに編成された第109師団長に親補された。6月8日、栗林は硫黄島に着任し、以後、1945年（昭和20年）3月に戦死するまで硫黄島から一度も出なかった。同年7月1日には大本営直轄部隊として編成された小笠原兵団長も兼任、海軍部隊も指揮下におき「小笠原方面陸海軍最高指揮官」となる（硫黄島の戦い#小笠原兵団の編成と編制）。周囲からは、小笠原諸島全域の作戦指導の任にある以上は、兵団司令部を設備の整った父島に置くべきとの意見もあったが、アメリカ軍上陸後には最前線になると考えられた硫黄島に司令部を移した。その理由としては、サイパンの戦いにおいて、第31軍司令官小畑英良中将が、司令部のあるサイパン島から部隊視察のためパラオ諸島に行っていたときにアメリカ軍が上陸し、ついに小畑はサイパン島に帰ることができないまま守備隊が玉砕してしまったという先例があることや、父島と比較すると硫黄島の生活条件は劣悪であり、自分だけ快適な環境にいることなく部下将兵と苦難を共にしたいという想いがあったからという。栗林はその人柄から部下将兵からの人気も高かった。
栗林の着任当時、硫黄島には約1,000人の住民が居住しており、当時の格式では、閣僚クラスの社会的地位のある中将の来島に色めきたったが、栗林は島民に配慮して一般島民とは離れた場所に居住することとしている。栗林が司令部ができるまで居住していた民家は「硫黄島産業」という会社の桜井直作常務の居宅で、桜井は栗林と接した数少ない島民となったが、栗林は食事の席で桜井に「我々の力が足りなくて、皆さまに迷惑をかけてすまない」と謝罪し桜井を驚かせている。栗林の島民に対する配慮はまだ続き、アメリカ軍による空襲が激しくなると、島民も将兵と同じ防空壕に避難するようになったが、薄手の着物姿の女性が避難しているのを見た栗林は、将兵からの性被害を抑止するために女性にモンペの着用を要請し、また防空壕も可能な限り軍民を分けるよう指示した。その後も、アメリカ軍の空爆は激化する一方で、全島192戸の住宅は3月16日までの空襲で120戸が焼失、6月末には20戸にまでなっていた。栗林は住民の疎開を命じ、生存していた住民は7月12日まで数回に分けて父島を経由して日本本土に疎開した。栗林の方針によって硫黄島には慰安所は設置されておらず、硫黄島は男だけの島となったが、結果的に早期に住民を疎開させるという判断が、島民の犠牲を出さなかったことにつながった。
敵上陸軍の撃退は不可能と考えていた栗林は、堅牢な地下陣地を構築しての長期間の持久戦・遊撃戦（ゲリラ）を計画・着手する。従来の「水際配置・水際撃滅主義」に固執し水際陣地構築に拘る一部の陸軍幕僚と同島の千鳥飛行場確保に固執する海軍を最後まで抑え、またアメリカ軍爆撃機の空襲にも耐え、上陸直前までに全長18kmにわたる坑道および地下陣地を建設した。陣地の構築については軍司令官である栗林が自ら島内をくまなく巡回し、ときには大地に腹ばいになって、目盛りのついた指揮棒で自ら目視して作業する兵士たちに「この砂嚢の高さをあと25cm上げよ」「こっちに機銃陣地を作って死角をなくすようにせよ」「トーチカにもっと砂をかけて隠すようにせよ」などの具体的で詳細な指示を行うこともあったという。
生還者の1人で歩兵第145連隊第1大隊長（少佐）だった原光明は「（栗林）閣下が一番島のことをご存じだった。だから私ら、突然、閣下が予想外の場所から顔を出されるので、いつもびっくりさせられた」と回想している。このように、通常は部隊指揮官がやるような細かい指示を軍司令官が行ったことについて、栗林の率先指揮ぶりの好エピソードとして語られることもあるが、これは、軍参謀がわずか5人と少ないうえ着任して日も浅く、また部隊指揮官は急編成でろくに経験もない老兵が多かったという小笠原兵団の窮状によるものでもあった。
持久戦術は守備隊唯一の戦車戦力であった、戦車第26連隊（連隊長：西竹一中佐）に対しても徹底された。戦車第26連隊は満州で猛訓練を積んできたこともあり、連隊長の西は硫黄島でも戦車本来の機動戦を望んでいたが、これまでの島嶼防衛戦で戦車を攻撃に投入したサイパンの戦いや、ペリリューの戦いにおいては、優勢なアメリカ軍部隊に戦車突撃をして、強力な｢M4中戦車｣との戦車戦や、バズーカなどの対戦車兵器に一方的に撃破されることが続いており。栗林は西に対して、戦車を掘った穴に埋めるか窪みに入り込ませて、地面から砲塔だけをのぞかせ、トーチカ代わりの防衛兵器として戦うよう命じた。西はこの命令に反撥したが最終的には受入れている。栗林と西は同じ騎兵畑出身で親しかったとする証言もあるが、勤勉且つ繊細であった栗林に対し、華族（男爵）で裕福だった西は豪放で奔放と性格が全く異なっており、確執があったとする証言もある。ただし、戦車を防衛兵器として使用する判断をしたのは西であったとする説もある。
隷下兵士に対しては陣地撤退・万歳突撃・自決を強く戒め、全将兵に配布した『敢闘ノ誓』や『膽兵ノ戦闘心得』に代表されるように、あくまで陣地防御やゲリラ戦をもっての長期抵抗を徹底させた（硫黄島の戦い#防衛戦術）。過酷な戦闘を強いることになる隷下兵士には特に気を配っており、毎日、島を何周も廻る視察には、陣地構築の状況確認のほかに、兵士の士気と指揮官の兵士に対する態度を確認する目的もあった。栗林は兵士に対して、作業中や訓練中には自分も含め上官に敬礼は不要と徹底し、部下から上官に対する苦情が寄せられた場合は容赦なく上官を処罰した。食事についても栗林自らも含め、将校が兵士より豪華な食事をとることを厳禁した。栗林は、平時から階級上下での待遇差が激しい軍内で根強い“食べ物の恨み”が蔓延していることを認識しており、水不足、食料不足の硫黄島においては、さらにその“食べ物の恨み”が増幅する懸念が大きく、戦闘時の上下の信頼関係を損なって、戦力に悪影響を及ぼすという分析をしていた。そのため、自らも兵士と同じ粗食を食し、水も同じ量しか使用しなかった。この姿勢が兵士から感銘を受けて、栗林への信頼が高まっていった。
翌1945年（昭和20年）2月16日、アメリカ軍艦艇・航空機は硫黄島に対し猛烈な上陸準備砲爆撃を行い、同月19日9時、海兵隊第1波が上陸を開始（硫黄島の戦い#アメリカ軍の上陸）。上陸準備砲爆撃時に栗林の命令を無視し、（日本）海軍の海岸砲と擂鉢山火砲各砲台応戦砲撃を行ってしまった。栗林は慌てて全軍に全貌を暴露するような砲撃は控えるよう再徹底したが、栗林の懸念通りにアメリカ軍は応戦砲撃で海軍砲台の位置を特定すると、11時間にも及ぶ艦砲射撃で全滅させてしまった。これはアメリカ海兵隊の硫黄島の戦いの公式戦史において、「（硫黄島の戦いにおける）栗林の唯一の戦術的誤り」とも評された。
その後は守備隊各部隊は栗林の命令を忠実に守り、十分にアメリカ軍上陸部隊を内陸部に引き込んだ10時過ぎに栗林の命令によって一斉攻撃を開始する。上陸部隊指揮官のホーランド・スミス海兵隊中将は、その夜、前線部隊からの報告によって硫黄島守備隊が無謀な突撃をまったく行なわないことを知って驚き、取材の記者たちに「誰かは知らんがこの戦いを指揮している日本の将軍は頭の切れるやつ（one smart bastard）だ」と語った。また、第4海兵師団の戦闘詳報によれば、日本軍の巧みな砲撃指揮を「かつて、いかなる軍事的天才も思いつかなかった巧妙さ」と褒めたたえている。アメリカ軍は硫黄島の指揮官が誰であるのかを正確には把握できておらず、上陸前にはサイパン島で入手した日本軍の機密資料から、父島要塞司令官大須賀應陸軍少将と考えていた。しかし、上陸以降に捕らえた日本兵の捕虜から「最高司令官はクリバヤシ中将」という情報を聞き出したアメリカ軍は、硫黄島のような小さく環境が劣悪な島に中将がいるとは考えられないという判断をしながらも、硫黄島の戦力が当初の14,000人という見積りより多いという報告から、師団クラスの戦力が配置されており、師団長クラスの中将が指揮をしてもおかしくはないという分析も行った。その場合は硫黄島の戦力は当初の見積りより遥かに多く、また「クリバヤシ」が優れた戦術家であれば苦戦は必至と危惧することとなったが、事実、この危惧通りにアメリカ軍は大苦戦させられることとなる。
その後も圧倒的な劣勢の中、アメリカ軍の予想を遥かに上回り粘り強く戦闘を続け多大な損害をアメリカに与えたものの、3月7日、栗林は最後の戦訓電報となる「膽参電第三五一号」を大本営陸軍部、および栗林の陸大在校時の兵学教官であり、騎兵科の先輩でもある侍従武官長の蓮沼蕃大将に打電。さらに組織的戦闘の最末期となった16日16時には、玉砕を意味する訣別電報を大本営に対し打電（硫黄島の戦い#組織的戦闘の終結・#訣別の電文）。
翌17日付で戦死と認定され、特旨により陸軍大将に親任された。陸軍大臣の杉山元・元帥は、内閣総理大臣の小磯國昭に送付した文書に次のように記している。
太平洋戦争（大東亜戦争）では、中将の戦死者が増加したため、中将で戦死した者のうち、親補職（軍事参議官。陸軍では、陸軍三長官、陸軍航空総監、師団長以上の団隊の長、侍従武官長など。海軍では、海軍大臣、軍令部総長、艦隊司令長官、鎮守府司令長官など。）2年半以上を経ており、武功が特に顕著な者を陸海軍協議の上で大将に親任するという内規が作られ、この内規により、陸軍で7名（栗林を含む）、海軍で5名が戦死後に大将に親任された。
昭和19年5月27日に第109師団長に親補され、昭和20年3月17日に戦死と認定された栗林は、上記の内規の年限を満たさなかったが、特旨により大将に親任された。
同日、最後の総攻撃を企図した栗林は残存部隊に対し以下の命令を発した。
大本営は訣別電報で栗林は戦死したと判断していた。しかし、3月23日に硫黄島から断続的に電文が発されているのを父島の通信隊が傍受した。その電文には3月21日以降の戦闘状況が克明に記されていたが、最後の通信は23日の午後5時で、「ホシサクラ（陸海軍のこと）300ヒガシダイチニアリテリュウダンヲオクレ」という平文電報がまず流れてきたので、通信兵が返信しようとすると、「マテ、マテ」と硫黄島から遮られて、その後に続々と電文が送られてきたという。その電文の多くが栗林による部隊や個人の殊勲上申であり、栗林は戦闘開始以降、部下の殊勲を念入りに調べてこまめに上申して、昭和天皇の上聞に達するようにしてきたが、最後の瞬間まで部下のはたらきに報いようとしていたのだと電文を受信した通信兵たちは感じ、電文に記された顔見知りの守備隊兵士を思い出して涙した。しばらくすると通信は途絶えて、その後は父島からいくら呼びかけても返信はなかった。

### 栗林の最期

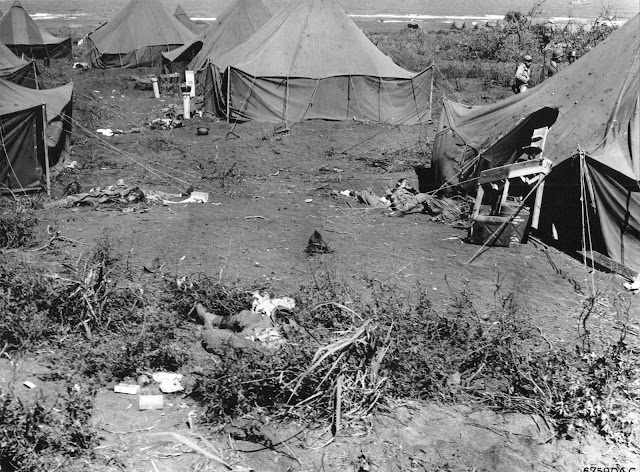
1945年3月26日の栗林による最後の総攻撃後の状況、栗林の遺体は発見されなかった

3月17日以降、栗林は総攻撃の機会をうかがっていた。既に生存者の殆どが、守備隊の命運は尽きており、待っているのは自滅のときの訪れであって、そうであれば最後の突撃をなるべく早く行うべきと考えていたが、栗林は死を焦る参謀や指揮官らに「今、しばらく、様子を見たい」として安易な突撃を許さなかった。その指示を聞いた参謀らは、最後まで作戦を考える栗林の戦意と気力に大きな感銘を受けたという。アメリカ軍は18日から、艦砲射撃や空爆を中止し、損害の大きかった海兵隊を硫黄島から次第に撤退させており、1個連隊程度の戦力を残して、戦車と迫撃砲での攻撃を主として近接戦闘をなるべく避けるように作戦変更していた。栗林は冷静にアメリカ軍の作戦変更を見極めて、警戒が緩んできた3月24日に攻撃の機が熟したと判断すると、25日夜間の総攻撃開始を決定した。この総攻撃も、今まで栗林が徹底して禁止してきたバンザイ突撃ではなく、緻密に指揮された周到な攻撃であった。栗林は階級章を外すと、軍刀などの所持品から名前を消して白襷を着用し、25日の深夜に、今まで栗林に従ってきた師団司令部附大須賀應陸軍少将、歩兵第145連隊連隊長池田益雄陸軍大佐、参謀長高石正陸軍大佐や海軍第27航空戦隊司令官市丸利之助海軍少将と共に、攻撃隊400人の先頭に立って司令部の半地下壕を出て、元山・千鳥飛行場方向に向けて前進を開始した。
翌3月26日午前5時15分、栗林の指揮する攻撃隊は西部落南方の海岸で、アメリカ陸軍航空隊の第7戦闘機集団と第5工兵大隊が就寝している露営地に接触し攻撃を開始した。攻撃隊は日本軍の兵器のほかに、アメリカ軍から鹵獲したバズーカや自動小銃などを装備しており非常に重武装で、太平洋戦争の島嶼戦で繰り返された貧弱な装備でのバンザイ突撃とは一線を画した秩序だった攻撃であり、攻撃を受けたアメリカ軍も日本軍部隊がよく組織されているものと感じ、それは栗林の戦術的な規律によるものと評価している。
攻撃隊の周到な攻撃によってアメリカ軍は大混乱に陥り、多数の戦闘機パイロットが殺傷されたが、その後海兵隊の増援も到着し、3時間の激戦によって戦闘機パイロットら44人が戦死、88人が負傷し、海兵隊員も9人が戦死、31人が負傷するという大損害を被った。その後、栗林は部隊を元山方面に転戦しようとしたが、敵迫撃砲弾の破片を大腿部に受けて負傷し、司令部付き曹長に背負われながら前線から避退したが進退窮まり、最後に「屍は敵に渡してはいけない」と言い残して、近くの洞窟で自決した。満53歳没。
ただし、栗林の最期については、直接見た者は生存していないことから諸説ある。最後の総攻撃の数少ない生還者である通信兵小田静夫曹長の証言によれば、栗林は千鳥飛行場に天皇陛下万歳三唱して斬りこんだが、参謀長の高石か参謀の中根に自分を射殺するよう命じ、高石か中根は栗林を射殺したのちに自分も拳銃で自決したという。しかし、小田は実際には栗林の最期を見てはおらずこれは推測である。他の生還者である歩兵第145連隊の大山純軍曹によれば、前進途中の千鳥部落付近で敵の砲火を浴び、部隊は散開状態となったが、大山はそのとき栗林の近くにおり、栗林が「狙撃を出して攻撃せんか」と命令したのを聞いている。大山はその場で機関銃弾を受けて負傷し栗林とはぐれてしまったが、戦闘後に戦闘指揮所に戻ると、栗林が負傷し、出血多量で絶命したため、遺体を参謀長の高石が近くの木の根元の弾痕に埋葬したという話を聞いている。他にも、攻撃中にアメリカ軍の155㎜砲の直撃を受けて爆死し遺体が四散したとの推察もある。
最後の総攻撃後に、日本兵の遺体262人が残され、18人が捕虜となった。海兵隊は栗林に敬意を表し遺体を見つけようとしたが、結局見つけることはできなかった。アメリカ海兵隊は公式報告書で栗林による最後の攻撃を以下の様に記録している。
栗林の最期に関する異説としては、大野芳が、第109師団父島派遣司令部の参謀であった堀江芳孝少佐の手記から、栗林が戦闘中にノイローゼとなり、アメリカ軍に降伏しようとして参謀に斬殺されたという説を唱えたことがあった。しかし梯久美子の調査により、堀江が硫黄島で栗林の下で勤務したのは数日に過ぎず、栗林の最期についても伝聞であり、その情報源とされた小元久米治少佐が否定していたことが判明、戦史叢書の編集者も堀江の手記の栗林の最期の記述については信ぴょう性が薄いと判断し、戦史叢書の記述に採用していない。

## 戦後
死後、日米の戦史研究者などからは高い評価を得ていたが、硫黄島の戦いを除くと軍参謀長や騎兵旅団長など軍人としては目立ったエピソードも少なく、局地戦で戦死した指揮官ということもあり、日本でも一般的な知名度は高くなかったが、2005年（平成17年）に上梓された梯久美子『散るぞ悲しき 硫黄島総指揮官・栗林忠道』、翌2006年（平成18年）に公開されたハリウッド映画『硫黄島からの手紙』により、一躍その名が知られるようになった。
秦郁彦は下記のように述べている。
栗林は幼少の頃、一時的に養子に出ていたことがあり、養子に出ていた当時の記録は長らくの間不明であったが、近年、生家から少年時代の日記帳や成績表などが発見され、生後まもなく地元の士族・倉田家へ養子に出ていた時期など、これまで知られていなかった少年期の詳細が明らかになった。
墓所は長野市松代の明徳寺に所在するがその遺骨はない。栗林の長兄が継いだ長野市松代の生家では、仏壇に硫黄島の石、および、栗林が陣頭指揮・戦死した3月26日未明の最後の総攻撃に参加し、生還を果たした陸軍下士官が、復員から間もない1946年（昭和21年）に栗林の妻の義井に送った手紙（最後の総攻撃の様子を詳細に記す）を供えていた。
1967年（昭和42年）、勲一等に叙せられ旭日大綬章を没後受勲した。

## アメリカ軍関係者の評価
戦闘は敗北となったが、僅か22平方キロメートル（東京都北区程度の面積）に過ぎない硫黄島を、海兵隊に加えて、陸上任務に就く陸軍などの将兵を含めると総兵力は111,308人、また海軍などの支援要員を含めた作戦に従事する将兵250,000人と、単純な兵力では5倍から10倍以上、さらに絶対的な制海権・制空権を持ち、予備兵力・物量・兵站・装備全てにおいて、圧倒的に優勢であったアメリカ軍を敵に回して、最後まで将兵の士気を低下させずに、アメリカ軍の予想を上回る1か月半も硫黄島を防衛した指揮力は、内外で高く評価されている。硫黄島の戦いで栗林に苦しめられた、アメリカ海軍と海兵隊の軍公式報告や司令官級の高級将官からの評価を列挙する。
特に、硫黄島で陸上戦を指揮し栗林と対決した第56任務部隊司令官ホーランド・スミス海兵中将は自分の著書などで多くの栗林評を残しておりその一部を抜粋する。
栗林の手強さはこういった軍組織や軍司令官だけではなく、末端の海兵隊員までに知れ渡っており、以下のような発言も海兵隊公式報告書に記されている。
イギリスの歴史作家で第二次世界大戦での多くの著作があるアントニー・ビーヴァーも栗林を評価している。

## 逸話
- 陸大次席の秀才であり、「太平洋戦争屈指の名将[7]」と讃えられる優れた軍人であったが、同時に良き家庭人でもあり、北米駐在時代や硫黄島着任以降には、まめに家族に手紙を書き送っている。アメリカから書かれたものは、最初の子どもである長男・太郎が幼かったため、栗林直筆のイラストを入れた絵手紙になっている。硫黄島から次女たか子（「たこちゃん」と呼んでいた）に送った手紙では、軍人らしさが薄く一人の父親としての面が強く出た内容になっている。硫黄島着任直後に送った手紙には次のようなものがある。実際の手紙は、防衛省に保管されている。

- 妻宛てには、留守宅の心配や生活の注意などが事細かに記され、几帳面で情愛深い人柄が偲ばれる。これらの手紙はのちにまとめられて、アメリカ時代のものは『「玉砕総指揮官」の絵手紙』（小学館文庫、2002年）、硫黄島からのものは『栗林忠道 硫黄島からの手紙』（文藝春秋、2006年）として刊行されている。なお、留守宅は東京大空襲（アメリカ軍による日本本土空襲）で焼失したが、家族は長野県に疎開しており難を免れている。
- 弟の栗林熊尾が兄の後を追って、長野中学から陸軍士官学校へ進学したいと言い出したとき、栗林は陸軍では陸軍幼年学校出身者が優遇され、中学出身者は陸軍大学校を出ても主流にはなれないからと、幼年学校が存在しない海軍兵学校へ行くように薦めている。熊尾は海軍兵学校受験に失敗し、陸軍士官学校に入校したが（第30期）[注釈 9]、卒業後に肺結核で夭折、栗林は弟の死を嘆いた。
- もともと新聞記者志望ということもあり、文才のある軍人としても知られていた。陸軍省兵務局馬政課長として軍歌『愛馬進軍歌』の選定に携わった際は、歌詞の一節に手を入れたという[7]。
- 時間に厳格であり、近衛師団長時から栗林が硫黄島で戦死するまで副官を務めた藤田正善中尉が、毎朝出勤する栗林を官舎まで自動車で迎えに来たが、それが予定時間から少しでもずれていると「今日は30秒早い」や「今日は30秒遅い」と叱責したという。藤田は門の前に停車してぴたりとした時間に栗林を呼ぶようにしたが、ある時、藤田が栗林にこの意図を確認したところ「勝敗は最後の5分間というのはナポレオン時代の話であり、その何十倍もスピード化した現代では、最後の勝敗を決するのは30秒だ。30秒間に機銃弾が何百人の部下を倒すか計算したことがあるか？」と言われ、藤田は栗林の意図を理解して粛然としたという[67]。
- 部下たちに対してよく口にしたことばが「作戦のために身体をこわして死んだ参謀はひとりもいない」であり、前線で戦う兵士に対して自分たち司令官や参謀は恵まれていると自戒しながら作戦指揮にあたっていた[68]。
- 清潔好きであり、軍務でも家庭でも整理整頓や清掃にはきびしかった。しかし、硫黄島の住環境は清潔さとは程遠く、また大量に生息する「油虫と云うグロテスクの不潔虫」や蝿やアリに苦しめられており、たびたび家族に宛てた手紙でそのいとわしさを書いている[69]。
- 車好きであり、アメリカ勤務時にはシボレーのセダンを現地で購入したことを手紙で家族に報告している[70]。運転技術も高く、第23軍参謀長時には軍属で裁縫師の貞岡信喜を連れてよくドライブをしていた[71]。貞岡は栗林を慕って「うちの閣下」と呼んでおり、硫黄島にも一緒に行きたいと転属願いまで出したが、栗林は貞岡を叱り飛ばしその申し出を却下している[72]。
- 自由民主党の衆議院議員・新藤義孝は、栗林の孫（次女・たか子の子供）に当たる。2015年（平成27年）4月30日、安倍晋三首相のアメリカ合衆国議会合同会議の演説の場で、硫黄島の戦いに米海兵隊大尉として参加したローレンス・スノーデン海兵隊中将と握手した[73]。
- 2012年（平成24年）4月、栗林の墓がある長野市松代町豊栄の明徳寺に、長野の市民団体が中心となり、長野中学出身の栗林忠道陸軍大将と今井武夫陸軍少将の顕彰碑が建立された。

## 年譜
- 1911年（明治44年）
  - 3月 - 長野県立長野中学校卒業（第11期）
- 1914年（大正3年） - 陸軍士官学校卒業（第26期）、見習士官
  - 12月 - 陸軍騎兵少尉任官
- 1918年（大正7年）
  - 7月 - 陸軍騎兵学校乙種学生卒業、陸軍騎兵中尉
- 1923年（大正12年）
  - 8月 - 陸軍騎兵大尉
  - 11月 - 陸軍大学校卒業（第35期、次席）恩賜の軍刀を拝受
  - 12月 - 騎兵第15連隊中隊長
- 1925年（大正14年）
  - 5月 - 騎兵監部員
- 1927年（昭和2年） - 在米大使館駐在武官補佐官。軍事研究のためハーバード大学に学ぶ
- 1930年（昭和5年）
  - 3月 - 陸軍騎兵少佐
  - 4月 - 陸軍省軍務局課員
- 1931年（昭和6年）
  - 8月 - 在カナダ公使館付武官
- 1933年（昭和8年）
  - 8月 - 陸軍騎兵中佐
  - 12月 - 陸軍省軍務局馬政課高級課員
- 1936年（昭和11年）
  - 8月 - 騎兵第7連隊長
- 1937年（昭和12年）
- 8月 - 陸軍騎兵大佐、陸軍省兵務局馬政課長
- 1938年（昭和13年） - 軍歌『愛馬進軍歌』、映画『征戦愛馬譜 暁に祈る』及びその主題歌の選定に携わる
- 1940年（昭和15年）
  - 3月 - 陸軍少将、騎兵第2旅団長
  - 12月 - 騎兵第1旅団長
- 1941年（昭和16年）
  - 12月 - 第23軍参謀長として香港の戦いに従軍
- 1943年（昭和18年）
  - 6月 - 陸軍中将、留守近衛第2師団長
- 1944年（昭和19年）
  - 4月 - 東部軍司令部附
  - 5月27日 - 第109師団長に親補される
  - 7月1日 - 小笠原兵団長兼任
- 1945年（昭和20年）
  - 2月16日 - 硫黄島の戦い開戦
    - 19日 - アメリカ軍上陸開始
    - 23日 - アメリカ軍、摺鉢山を占領

  - 3月16日 - 大本営に訣別電報打電
    - 17日 - 戦死と認定される。特旨をもって陸軍大将に親任される
    - 26日 - 日本軍守備隊最後の組織的総攻撃を指揮して戦死したとされる

## 栄典
位階
- 1918年（大正7年）9月30日 - 従七位[74]
- 1945年（昭和20年）3月17日 - 正四位・従三位

勲章等
- 1934年（昭和9年）4月29日 - 勲四等旭日小綬章・昭和六年乃至九年事変従軍記章[75]
- 1940年（昭和15年）11月10日 - 紀元二千六百年祝典記念章[76]
- 1967年（昭和42年）12月23日 - 勲一等旭日大綬章

## 著書
- 『栗林忠道 硫黄島からの手紙』文藝春秋、2006年8月、ISBN 4163683704、文春文庫、2009年8月
- 『「玉砕総指揮官」の絵手紙』吉田津由子編、小学館文庫、2002年4月、ISBN 4094026762

## 栗林忠道を演じた人物
- 渡辺謙 『硫黄島からの手紙』（2006年公開の映画）
- 家弓家正 『アニメンタリー 決断』 第23話「硫黄島作戦」